# Волденбург (Арканзас)
Волденбург (англ. Waldenburg) — місто (англ. town) в США, в окрузі Пойнсетт штату Арканзас. Населення — 53 особи (2020).

## Географія
Волденбург розташований за координатами 35°33′55″ пн. ш. 90°56′4″ зх. д. / 35.56528° пн. ш. 90.93444° зх. д. (35.565250, -90.934583).  За даними Бюро перепису населення США в 2010 році місто мало площу 0,35 км², уся площа — суходіл.

## Демографія
Згідно з переписом 2010 року, у місті мешкала 61 особа в 29 домогосподарствах у складі 16 родин. Густота населення становила 176 осіб/км².  Було 31 помешкання (89/км²). 
Расовий склад населення:
| - 98,4 % — білих - 1,6 % — чорних або афроамериканців |

До двох чи більше рас належало 0,0 %. Іспаномовні складали 0,0 % від усіх жителів.
За віковим діапазоном населення розподілялося таким чином: 19,7 % — особи молодші 18 років, 52,4 % — особи у віці 18—64 років, 27,9 % — особи у віці 65 років та старші. Медіана віку мешканця становила 53,3 року. На 100 осіб жіночої статі у місті припадало 84,8 чоловіків;  на 100 жінок у віці від 18 років та старших — 81,5 чоловіків також старших 18 років.
Цивільне працевлаштоване населення становило 34 особи. Основні галузі зайнятості: освіта, охорона здоров'я та соціальна допомога — 26,5 %, роздрібна торгівля — 17,6 %, транспорт — 14,7 %, мистецтво, розваги та відпочинок — 14,7 %.